# Mid Wales
Mid Wales (walisisk: Canolbarth Cymru eller blot Y Canolbarth, der betyder "mellemlandet"), eller Central Wales, er en region i Wales, der dækker mellemområdet mellem North Wales og South Wales. The Wales Regional Committee i Senedd dækker den enhedslige myndighed for Ceredigion og Powys samt området Gwynedd der førhen var en del af det gamle kongerige, Meirionnydd. En lignende definition bruges af BBC. Wales Spatial Plan definerer regionen kendt som "Central Wales" som området der dækker Ceredigion og Powys.
Mid Wales er domineret af Cambrian Mountains, inklusive Green Desert of Wales (Wales' grønne ørken). Regionen er sparsomt befolktet, og økonomien bygger på landbrug og mindre virksomheder.

## Større bebyggelser
- Aberaeron
- Aberdyfi
- Aberporth
- Aberystwyth
- Bala
- Barmouth
- Borth
- Brecon
- Builth Wells
- Caersws
- Cardigan
- Crickhowell
- Dolgellau
- Fairbourne
- Harlech
- Hay-on-Wye
- Knighton
- Lampeter
- Llandrindod Wells
- Llandysul
- Llanidloes
- Llanwrtyd
- Machynlleth
- Montgomery
- New Quay
- Newcastle Emlyn
- Newtown
- Rhayader
- Tregaron
- Tywyn
- Welshpool
- Ystradgynlais